# Branko Ilič
Branko Ilič (6 de febrero de 1983) es un exfutbolista esloveno que jugaba de defensa.
Se retiró al término de la temporada 2019-20.

## Selección nacional

### Participaciones en Copas del Mundo
| Mundial                        | Sede      | Resultado    |
| ------------------------------ | --------- | ------------ |
| Copa Mundial de Fútbol de 2010 | Sudáfrica | Primera fase |

## Clubes
| Club                     | País       | Año       |
| ------------------------ | ---------- | --------- |
| N. K. Olimpija Ljubljana | Eslovenia  | 2001-2004 |
| N. K. Grosuplje (cedido) | Eslovenia  | 2002      |
| N. K. Domžale            | Eslovenia  | 2005-2007 |
| Real Betis Balompié      | España     | 2007-2009 |
| F. C. Moscú (cedido)     | Rusia      | 2009      |
| F. C. Lokomotiv Moscú    | Rusia      | 2010-2011 |
| Anorthosis Famagusta     | Chipre     | 2012-2013 |
| Hapoel Tel Aviv          | Israel     | 2013-2014 |
| F. K. Partizán           | Serbia     | 2014-2015 |
| F. C. Astana             | Kazajistán | 2015      |
| Urawa Red Diamonds       | Japón      | 2016      |
| N. K. Olimpija Ljubljana | Eslovenia  | 2017-2018 |
| Vejle Boldklub           | Dinamarca  | 2019      |
| N. K. Domžale            | Eslovenia  | 2019-2020 |

## Palmarés

### Distinciones individuales
| Distinción                                     | Año     |
| ---------------------------------------------- | ------- |
| Once ideal de la temporada de la liga eslovena | 2017-18 |